# Pterella obscurior
Pterella obscurior är en tvåvingeart som beskrevs av Villeneuve 1916. Pterella obscurior ingår i släktet Pterella och familjen köttflugor. Inga underarter finns listade i Catalogue of Life.